# Hebel-Gymnasium Lörrach
Das Hebel-Gymnasium (HG) in Lörrach (Baden-Württemberg) ist das einzige öffentliche humanistische Gymnasium zwischen Konstanz und Freiburg im Breisgau. Traditionell versteht sich das Hebel-Gymnasium, das auf eine 450-jährige Geschichte zurückblicken kann, dem humanistischen Bildungsideal verpflichtet. Die Schule ist nach dem badischen Dichter Johann Peter Hebel (1760–1826) benannt, der dort selbst von 1783 bis 1791 als Lehrer („Präzeptoratsvikar“) tätig war. Heute besuchen etwa 590 Schüler das Gymnasium. Zusammen mit dem benachbarten Hans-Thoma-Gymnasium Lörrach und der Theodor-Heuss-Realschule bildet das HG den Campus Rosenfels.

## Geschichte

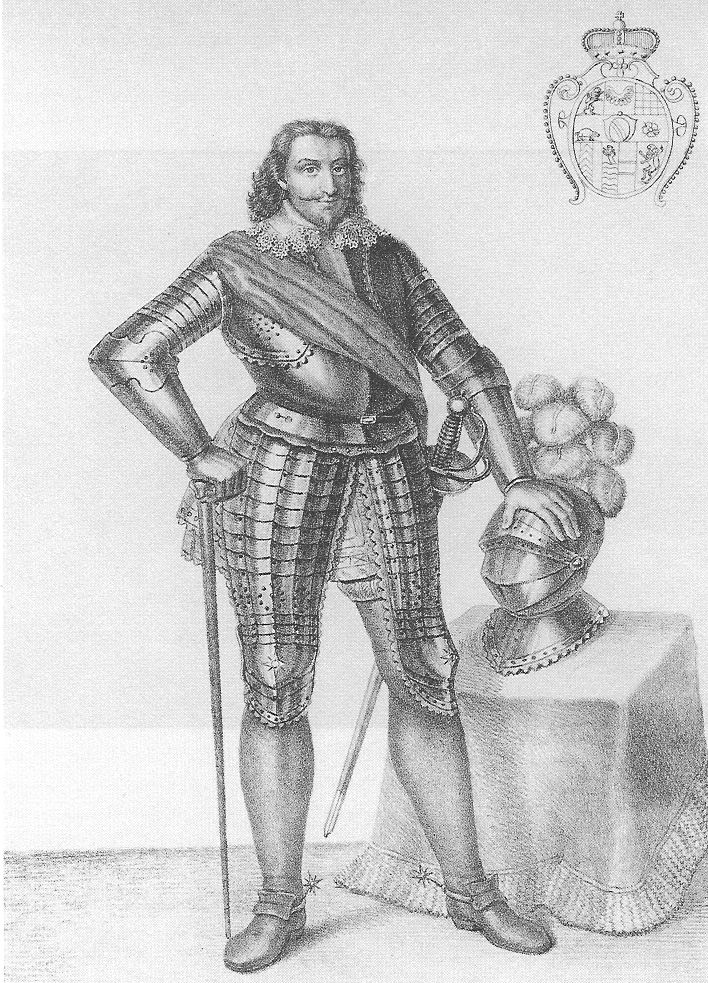
Markgraf Friedrich V. von Baden-Durlach gründete die Schule 1650 neu

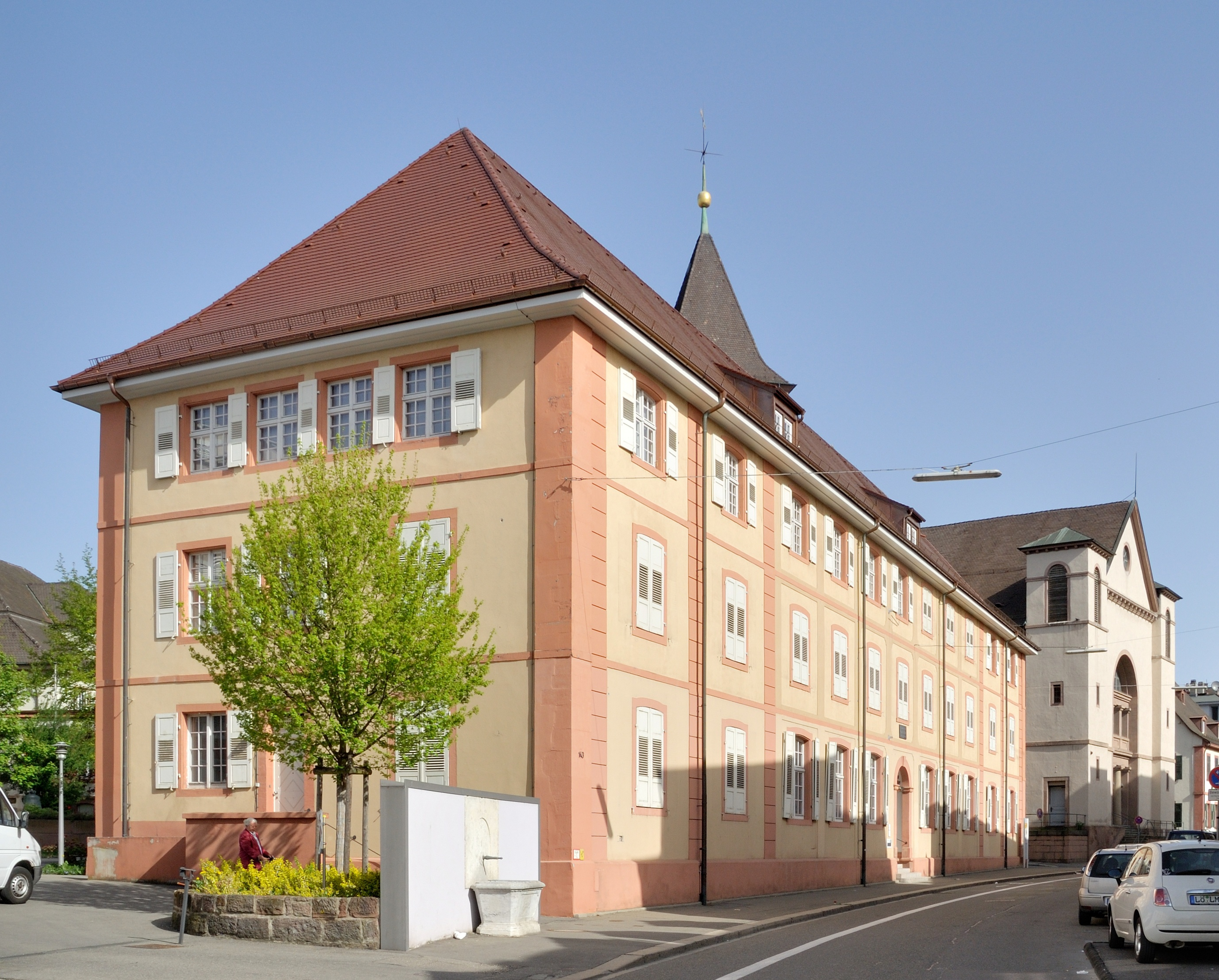
Das „Schiff“, ehemalige Tabakfabrik, Vorderansicht

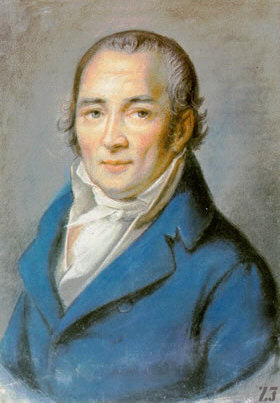
Johann Peter Hebel, Pastell von Philipp Jakob Becker (1795)

### Lateinische Roetelische Landschule und Kapitelschule 1556–1714
Das Hebel-Gymnasium geht zurück auf die mit Einführung der Reformation 1556 gegründete Lateinische Roetelische Landschule. Für das Jahr 1613 ist der Fächerkanon Latein, Griechisch, Hebräisch, Logik, Rhetorik, Poesie und Musik überliefert. Aufgrund der Pestepidemien während des Dreißigjährigen Kriegs ging die Schule vorübergehend unter.
1650 wurde die Schule von Markgraf Friedrich V. von Baden-Durlach als Kapitelschule bei der Burg Rötteln neugegründet. Sie war damals die einzige höhere Schule im badischen Oberland. Untergebracht war die Schule in einem kleinen Haus neben der Röttler Kirche.
1691, nach einem kurzen Zwischenaufenthalt in Basel (wegen der Zerstörung der Burg), erfolgte der Umzug in die Herrenstraße 10 in Lörrach, damals noch ein kleines Dorf, das nach der Zerstörung der Burg Rötteln Sitz der markgräflichen Behörden und anderen Einrichtungen wurde. An der Schule unterrichteten damals zwei Lehrer (praeceptores) in zwei Klassen.

### Das Pädagogium im 18. Jahrhundert
1715 wurde ein dritter Lehrer eingestellt, mit der Begründung, die 16–20 Schüler hätten bisher in multis et omnibus aliquid, sed in toto nihil (von Vielem und Jedem irgendetwas, im Ganzen aber nichts) gelernt. Die Schule wurde nun auch zum fürstlichen Pädagogium erhoben. 1719 wurde mit den Schulstatuten ein umfassender Lehrplan aufgestellt. Die Schule sollte damit den Knaben der Umgebung die Grundausbildung für eine Laufbahn als Geistliche oder in der Administration bieten, die dann am Durlacher Gymnasium fortgeführt werden konnte.
1761 zog die Schule, wohl aus Platzgründen, in das Gebäude einer ehemaligen Tabakfabrik an der Basler Straße um. In diesem zentral gelegenen stattlichen Gebäude direkt neben der Lörracher Stadtkirche blieb das Pädagogium fast 200 Jahre bis 1960. Bis in die 1970er Jahre hinein war die Schule in Lörrach und Umgebung allgemein als das „Schiff“ bekannt. Inzwischen ist diese respektvoll-spöttische Bezeichnung, die die meisten wohl mit dem Gebäude der ehemaligen Tabakfabrik (heute Dreiländermuseum) verbanden, jedoch im Wortschatz der Stadtbevölkerung verloren gegangen.
Eine handschriftlich verfasste Schulordnung aus dem Jahr 1772 betont die Bedeutung des Sprachenerwerbs für das Pädagogium: In Sprachen ist insonderheit die Grammatic mit aller Sorgfalt zu treiben, und der Jugend Stuffenweise auf eine gründliche Art in allen Claßen byzubringen … Grammaticalische Übungen müssen tägliche vorgenommen werden, insbesondere aber ist das decliniren und conjugiren … fleißig zu üben und später Die Schüler sind schon von der untersten Claße an darzu anzuhalten, daß sie auf eine gute und geschickte Art lesen lernen. Man dringent um dieser Ursach willen darauf, daß sie alle Buchstaben, Sylben und Worte vernehmlich, und mit Vermeidung des rauhen und fehlerhaften, welches sich bey der in hiesiger Gegend üblichen AussPrache findet, aussPrechen mögen … (Entwurf / derer / Grund-Regeln / vor / Die Lehrer des Lörracher Paedagogii / wie auch / der / Bey dem vierfachen Schematismo / aufgenommenen / Grund Säze / 1772., zit. nach Hebel-Gymnasium Lörrach, 1981, o. S.).

### Vorstand des Pädagogiums
- 1715–1728: Johann Melchior Ruoff
- 1728–1737: Johann Theophil Nuding
- 1737–1753: Johann Georg Hitzig
- 1753–1761: Adam Albert Höpfner
- 1761–1765: Johann Georg Wolf
- 1765–1772: Kaspar Ernst Philipp Wilhelm
- 1772–1779: Johann Ernst Wilhelm Hitzig
- 1779–1790: Tobias Günttert
- 1790–1796: Ferdinand Zandt
- 1796–1800: Friedrich Wilhelm Hitzig
- 1800–1808: Heinrich Hierthes
- 1808–1819: Jakob Friedrich Eisenlohr
- 1820–1842: Paul Emanuel Lödig
- 1842–1853: Friedrich Junker
- 1853–1857: Carl Gustav Fecht
- 1858–1871: Carl Becker
- 1871–1883: Eduard Eisen

### 1783–1791: Johann Peter Hebel als Lehrer am Pädagogium
Während der Großteil der alten Schulakten 1945 vernichtet wurde, liegen für die Zeit von 1783 bis 1791 mit den Aufzeichnungen der „lectiones“ von Johann Peter Hebel, nach dem die Schule später benannt wurde, genauere Quellen vor. Hebel arbeitete zu dieser Zeit als Praezeptoratsvikar am Pädagogium und unterrichtete zum Beispiel die Sekunda in Latein, das damals 14 von 26 Wochenstunden ausmachte. Während Latein von den Schülern aktiv beherrscht werden sollte, um am wissenschaftlichen Diskurs der Zeit teilnehmen zu können, wurde Griechisch nur in geringerem Umfang gelehrt, vorwiegend mit dem Ziel, das Neue Testament lesen zu können.
Neben Hebel unterrichteten noch drei weitere Lehrer die etwa 60 Schüler. Als Praezeptoratsvikar hatte Hebel sämtliche Fächer zu unterrichten und daneben beim Abendmahl in der Stadtkirche zu administrieren, später wurde er auch als Prediger verpflichtet. Entlohnt wurde Hebel mit 112 Gulden sowie Realkompetenzen in Form von Korn, Wein und Brennholz. Daneben stand ihm ein Viertel der Erträge des Kapitelgartens zu. Dass er ein durchaus humorvoller Lehrer war, belegen seine Marginalien auf Schülerbeurteilungen, z. B. loquax, mendax, edax (geschwätzig, verlogen, verfressen) oder ridendo vitam consumit (er verbringt sein Leben mit Lachen).
1798 wurde der Maler und Kupferstecher Christian Meichelt als Zeichenlehrer eingestellt.

### Bildungsreformen des 19. Jahrhunderts: humanistisches Gymnasium
Im 19. Jahrhundert wirkten sich auch im Großherzogtum Baden die von Wilhelm von Humboldt formulierten Bildungsideale und die neue Begeisterung für die griechische Antike aus. Die badische Stundentafel sah deshalb 1837 nur noch 7–10 Stunden Latein, dafür jedoch ab der 4. Klasse 4–5 Stunden Griechisch vor. Eine Lehrplanreform erhöhte 1869 die Zahl der Wochenstunden der Klassen Untertertia bis Oberprima für Griechisch weiter auf 6. Diese Stundentafeln dürften auch für das Lörracher Pädagogium gegolten haben. 1871 wurde die Schule verstaatlicht, erstmals war der Leiter der Schule kein Geistlicher, sondern Altphilologe. 1881 wurde das Pädagogium dann zu einem siebenklassigen Progymnasium, 1883 zum neunklassigen Gymnasium ausgebaut. Damit war das Pädagogium zur Vollanstalt eines humanistischen Gymnasiums geworden.

### Das Hebel-Gymnasium im 20. Jahrhundert
1882 besuchten 162 Schüler das Gymnasium, in dieser Größenordnung lag die Schülerzahl auch noch in den 1930er Jahren. Danach wuchs die Schülerzahl stark an. Schon um 1900 gab es im Hinblick auf die erwartete Schülerzunahme erste Pläne zum Neubau des Gymnasiums, das 1926 anlässlich des 100. Todestages Johann Peter Hebels seinen heutigen Namen erhielt. Während des Zweiten Weltkrieges mussten die Klassen des Gymnasiums sogar auf verschiedene Gebäude der Stadt verteilt werden. Nach dem Krieg entschloss sich die Stadt als Schulträgerin, das bis dahin von der Handelsschule genutzte Gebäude in der Baumgartnerstraße 28 für das inzwischen auf 350 Schüler angewachsene Hebel-Gymnasium zu erweitern und umzubauen, 1960 konnten die neuen Räume eingeweiht werden. Bereits 15 Jahre später war das Gebäude den weiter steigenden Schülerzahlen und den erweiterten Anforderungen an Fachräume nicht mehr gewachsen, so dass sich die Stadt 1978 erneut zu einem Erweiterungsbau entschloss. 1981 konnte der Erweiterungsbau von den nun 630 Schülern bezogen werden. Dort fanden sich erstmals umfangreiche Fachräume für alle Naturwissenschaften, Vorbereitungsräume für Experimente und Raum für die dazugehörigen Sammlungen. Im Schuljahr 1980/1981 wurde erstmals auch Informatik unterrichtet.

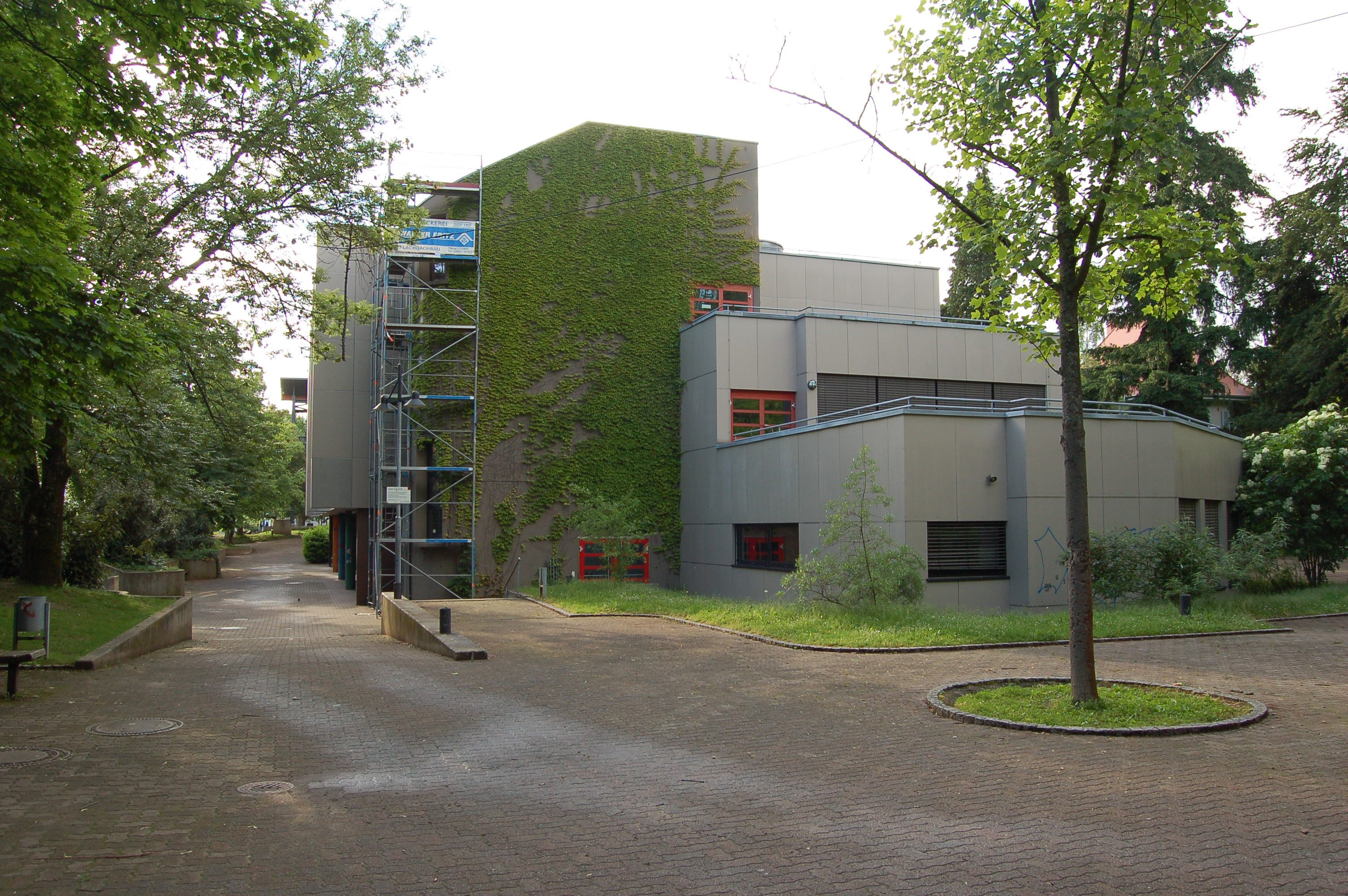
Unterer Pausenhof, Erweiterungsbau von 1981
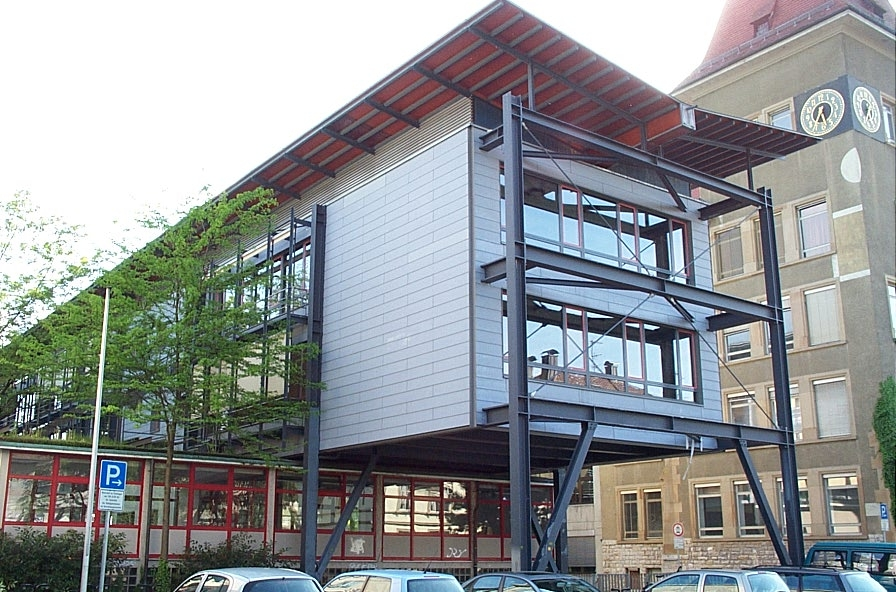
Erweiterung des Hans-Thoma-Gymnasiums über der Pausenhalle des Hebel-Gymnasiums

## Gegenwart

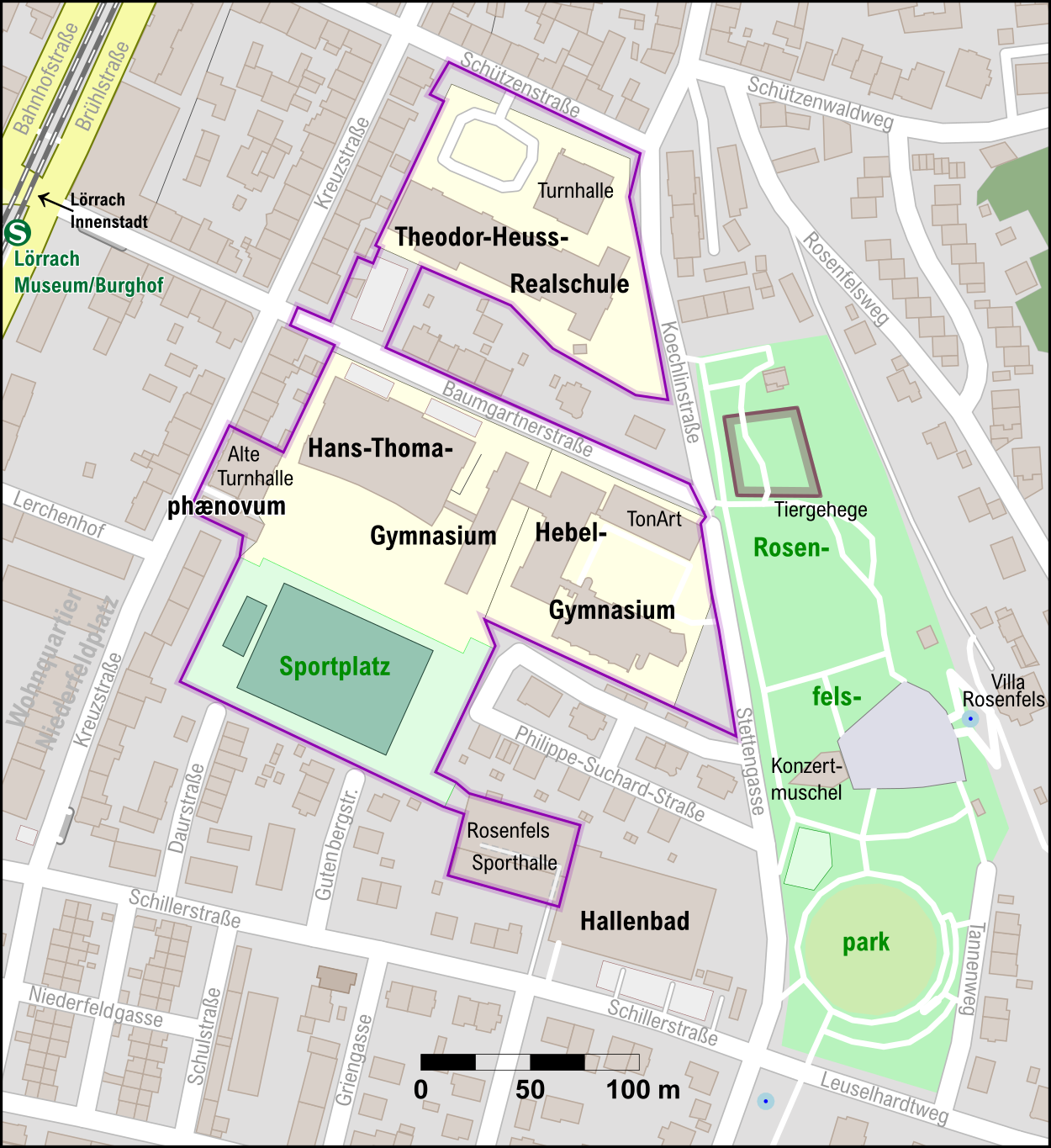
Karte des Rosenfels-Campus mit dem Hebel-Gymnasium

Seit 1998 wurde am Hebel-Gymnasium im Rahmen eines Modellprojektes ein achtjähriger Gymnasialzug (verkürzter Bildungsgang – G8) angeboten. Seit dem Schuljahr 2004/2005 ist in Baden-Württemberg flächendeckend das achtjährige Gymnasium eingeführt worden. Zurzeit besuchen etwa 590 Schüler das Hebel-Gymnasium. Mit dem benachbarten Hans-Thoma-Gymnasium verbindet das Hebel-Gymnasium eine enge Kooperation (vor allem auf der Oberstufe). Die Schule wirbt aber auch mit ihrer Überschaubarkeit und familiären Atmosphäre. Seit ab der fünften Klasse neben Latein auch Englisch angeboten wird, ist es zudem leichter geworden, zwischen verschiedenen Schultypen zu wechseln, so dass eine wichtige Hemmschwelle für Eltern, die eine weiterführende Schule für ihr Kind aussuchen, abgebaut wurde.
In einem 2004 entwickelten Leitbild sieht sich die Schule im Zentrum zwischen den Bezugspunkten Dreiländereck, China, Schweiz, Frankreich, England, Griechenland, Italien. Die Schule streckt diesen Bezugspunkten in ihrem Leitbild fünf Leitlinien entgegen:
- Perspektiven vom Nahen zum Fernen öffnen
- Soziale Kompetenz: den Anderen achten und ihm helfen
- Fundierte naturwissenschaftliche Bildung vermitteln
- Ästhetisch-künstlerische Zugänge zur Welt entdecken
- Zusammenhänge der Kultur- und Geistesgeschichte begreifen

## Sprachen und Profile
Ursprünglich wurden nur Latein und Griechisch, zeitweilig auch Hebräisch unterrichtet. Später kam Französisch als zweite Fremdsprache in der Sprachfolge hinzu, das in den 1960er-Jahren durch Englisch ersetzt wurde. Erst 1972 wurde Französisch dann wieder als Alternative zur dritten Fremdsprache Griechisch angeboten. Heute folgt das Hebel-Gymnasium der Sprachfolge des Modells Latein plus, das vom Wieland-Gymnasium Biberach entwickelt wurde. In den Klassen 5–7 werden von Anfang an Latein und Englisch gelehrt. Für die Klassenstufen 8–10 können die Schüler zwischen einem sprachlichen und einem naturwissenschaftlichen Profil wählen. Wer dem sprachlichen Profil folgt, lernt entweder Französisch oder Griechisch als dritte Fremdsprache und dazu optional ab Klassenstufe 10 Spanisch als vierte Fremdsprache. Das naturwissenschaftliche Profil bietet stattdessen das Fach Naturwissenschaft und Technik (NwT) als weiteres Kernfach – ergänzend wird für diese Schüler eine Französisch-AG angeboten.
Mit dem Schuljahr 2006/2007 führt das Hebel-Gymnasium zudem den sogenannten „europäischen Gymnasialzug“ ein, bei dem die Schüler Latein, Englisch, Griechisch und Französisch lernen und eine alte und eine moderne Fremdsprache bis zum Abitur weitergeführt wird.

## Arbeitsgemeinschaften und Ganztagsschule
Am Hebelgymnasium werden vielfältige Arbeitsgemeinschaften angeboten, darunter beispielsweise Chinesisch, Jura oder Selbstverteidigung. Die Schule verfügt über ein Orchester, einen Chor, eine Jazz-AG und eine Rockband.
Im Aufbau ist eine enge Kooperation mit der Musikschule, der Volkshochschule und der Dieter-Kaltenbach-Stiftung, aus der ein zukünftiges Ganztagesangebot erwachsen soll.

## Schüleraustausch
Mit Lörrachs Partnerstadt Senigallia (Italien) findet schon seit den 1990er-Jahren ein Schüleraustausch statt. Außerdem sind Verbindungen zur Mountbatten School in Romsey (Hampshire, Großbritannien) und zum Lycée du Grésivaudan in Meylan (Frankreich) entstanden, mit denen ein regelmäßiger Austausch stattfand.

## Schülerzeitungen
- Hypobrychion: Schülerzeitung des Hebel-Gymnasiums: 1962–1964
- Das Schiff: Schülerzeitung des Hebel-Gymnasiums: vor 1967–1968
- BRAVda!: SchülerInnenzeitung des Hebelgymnasiums: 1979–2000
- Bravda_hn3: die @Schülerzeitung des Hebel-Gymnasiums Lörrach: 2000–2008
- leicht bekömmlich: Die Schülerzeitung: 2008
- hebelwirkung: seit 2009

## Schulleiter seit 1883
- Karl Lang, 1883–1898
- Julius Keller, 1898–1906
- Wilhelm Stern, 1906–1919
- Richard Hennesthal, 1919–1928
- Hermann Krakert, 1928–1932
- Wilhelm Armbruster, 1932–1945
- Josef Klek, 1946–1954
- Hans Fischer, 1954–1958
- Eugen Glassen, 1958–1965
- Josef Vogt, 1965–1974
- Werner Haubensak (1974–1976 komm.)
- Hans Freimann, 1976–2002
- Peter Kunze, 2002–2013
- Albrecht Schmidt, 2013–2018
- Stefanie Müller, seit 2018

## Absolventen
- Markus Pflüger, Absolvent des Pädagogiums in der 1. Hälfte des 19. Jahrhunderts, Revolutionär und Politiker
- Arthur von Lucke, Abitur 1888, Jurist und Landrat
- Richard Nutzinger, Abitur 1914/15, Pfarrer und Heimatschriftsteller
- Theodor Binder, Abitur 1938, Arzt
- Gerhard Moehring, Abitur 1939, Historiker
- Nelly Naumann, Abitur 1941, Japanologin
- Egon Hugenschmidt, Notabitur 1943, Jurist und Oberbürgermeister
- Hans-Peter Schwarz, Abitur 1953, Historiker
- Nils Claussen, 1958, Werkstoffwissenschaftler
- Hans G. Nutzinger, Abitur 1964, Wirtschaftswissenschaftler
- Henning Wiesner, Abitur 1964, Direktor des Zoos München-Hellabrunn
- Markus Manfred Jung, Abitur 1974, Schriftsteller
- Patrik Köbele, Abitur 1981, Politiker
- Jörg-Andreas Bötticher, Abitur 1983, Musiker
- Martin Skutella, Abitur 1989, Mathematiker
- Hanno Müller-Brachmann, Abitur 1990, Sänger
- Jan-Felix Schrape, Abitur 1999, Soziologe
- Cornelia Achenbach, Abitur 2002, Schriftstellerin
- Clara Koppenburg, Abitur 2013, Radrennfahrerin[2]